# Фізика Майбутнього (2011)
Фізика Майбутнього: Як Наука Вплине на Долю Людства і Змінить Наше Повсякденне Життя у 2100 році (англ. Physics of the Future: How Science Will Shape Human Destiny and Our Daily Lives by the Year 2100) — це книга фізика-теоретика Мітіо Каку, активного популяризатора науки й автора таких науково-популярних книг, як "Гіперпростір" та "Фізика Неможливого". В цьому творі він замислюється над можливостями технологічного розвитку у ближніх 100 років. Беручи до уваги думки відомих у своїх галузях вчених, серед яких є лауреати Нобелівської премії, Мітіо Каку викладає власне бачення майбутнього розвитку в медицині, інформаційних технологіях, винаходах у сфері штучного інтелекту, нанотехнологіях та енергетиці. Автор сподівається, що його прогнози на 2100 рік будуть такі ж успішні, як і Жуля Верна в його романі "Париж Двадцятого століття" 1863 року.
Переклад українською мовою здійснила Анжела Кам’янець, доцент Львівського національного університету ім. Івана Франка. Як наукові редактори їй допомогли: колишній ректор університету та завідувач кафедри теоретичної фізики Іван Вакарчук й завідувач кафедри генетики та біотехнології Віктор Федоренко. Оформленням та виданням виступило видавництво "Літопис" у травні 2013 року.

## Розділи
Кожний розділ поділяється на три секції: Найближче майбутнє (від 2000 до 2030 року), Середина сторіччя (від 2030 до 2070 року) і Далеке майбутнє (від 2070 до 2100 року). Автор зазначає, що часові періоди є лише умовними показниками, які призначені лише для показу часових рамок різних тенденцій книжки.

### Майбутнє комп'ютера: Торжество розуму над матерією
Мітіо Каку починає розповідь з Закону Мура, порівнюючи чип поштової привітальної листівки, який співає "Happy Birthday", з обчислювальною технікою сил союзників у 1945 році. Заявивши про те, що цей чип з піснею має більше потужностей і що "Гітлер, Черчіль або Рузвельт пішли би на вбивство заради того, щоб отримати цей чип". Він прогнозує, що потужність комп'ютерів буде збільшуватись до точки, коли комп'ютери, як і електроенергія, папір і вода "розчиняться у тканині нашого життя і комп'ютерні чипи будуть вбудовувати у стіни будівель".
Також пророкується, що окуляри та контактні лінзи будуть підключені до мережі Інтернет використовуючи технологію схожу на віртуальний ретинальний монітор, а автомобілі їздитимуть без людей-водіїв, керуючись системами GPS. Даний прогноз підтверджується результатами DARPA Grand Challenge. Пентагон пропонує зробити 1/3 наземних збройних сил США автоматизованими до 2015 року. Так як американські солдати частіше за все гинуть від закладених на дорогах мінах, то в майбутньому більшість транспорту Армії США мають їздити без водіїв. Технології схожі на BrainGate дозволять людині керувати комп'ютерами з допомогою дрібних мозкових сенсорів та "мов чарівникам рухати довколишні об'єкти силою власної думки".

### Майбутнє штучного інтелекту: Становлення роботів
Каку обговорює роботизовані частини людського тіла, модульні роботи, сурогати, аватари і зворотний інжиніринг мозку. Також Каку бере до уваги три закони робототехніки та їхні протиріччя. Він схвалює думку про те, що якщо виникне необхідність то "чип у мозок робота автоматично вимкне їх, якщо у них виникнуть думки пов'язані з насильством", і вважає, що найбільш вірогідним сценарієм є той, в якому роботи зможуть вільно сіяти хаос і руйнування, хоча і створені вони були дещо з іншою метою.  

### Майбутнє медицини: Досконалість і далі
Каку робить припущення, що в майбутньому, перепрограмування своїх генів може бути виконане за допомогою спеціально запрограмованого вірус, який може активувати гени, які уповільнюють процес старіння або робити ін'єкції в окремі, хворі клітини, при цьому залишаючи здорові клітини недоторканими. Нано-датчики в будинку будуть перевіряти наявність різних захворювань і раку. Ідея воскресіння вимерлих видів тварин у той час може бути біологічно можливо. 

### Нанотехнології: Все з нічого?
Каку обговорює програмованої матерії, квантові комп'ютери, вуглецеві нанотрубки, і реплікатори. Він також говорить про створення нанопристроїв, що знаходять і знищують ракові клітини.

### Майбутнє енергії: Енергія зірок
Мітіо Каку обговорює проблему виснаження нафтових родовищ на планеті, вказуючи як приклад Криву Хабберта, та загрозливу проблему іммігрантів, що бажають жити в Американській мрії марнотратного споживання електроенергії. Він пророкує, що майбутнє енергетики буде за воднем та сонячною енергією та згадує як в свій час Генрі Форд та Томас Едісон заклаклись що буде переважати — нафта або електроенергія. Також описується термоядерний синтез за допомогою лазерів та магнітних полів, й ототожнюється холодних синтез як тупикова гілка розвитку енергетики. Автор говорить про те, що народи не бажають займатись проблемою глобальної зміни клімату оскільки нафта є достатньо дешевим джерелом енергії та стимулює економічне зростання країн. Мітіо Каку вважає, що в далекому майбутньому надпровідність при кімнатній температурі відкриє еру автомобілів та потягів на магнітній підвісці. 

### Майбутнє космічних подорожей: До зірок
Мітіо Каку передбачає заміну звичних нам ракет на такі, які б використовували енергію Сонця та інших зірок, що давало б можливість виконувати далекі подорожі у космосі. Іншою альтернативою,  зоряної околиці, можуть бути роботи, які б відправились із Землі та досягнувши пункту призначення змогли б самовідтворюватись та створити такі умови, що були б сприятливі для людини. 

### Майбутнє багатства: Хто виграє, а хто програє
Каку обговорює, як закони Мура та робототехніки будуть впливати на майбутнє капіталізму, які народи будуть виживати і рости покращуючи свою економіку, а які відійдуть у небуття.

### Майбутнє людства: Планетарна цивілізація
Наведені деякі класифікації планетарних цивілізацій, які є основані на кількості споживаної енергії, ентропії та обробці інформації. Він також зазначає, що наша цивілізація перебуває на 0.7-му рівні з 5-ти існуючих. 

## Критика
Ця книга, хоча і містить велику кількість наукових термінів та обґрунтована на дослідженнях провідних науковців світу, є орієнтована на широке коло читачів.
У своїй книзі, Мітіо Каку досліджує, як три великі наукові революції: квантова механіка, біоенергетика та штучний інтелект, що кардинально змінили світ в останні сто років, змінять наше життя у ХХІ сторіччі. 
Спираючись на дослідження, які вже сьогодні проводять у наукових лабораторіях по всьому світі, Каку передбачає майбутнє, у якому ми вже не будемо пасивними спостерігачами "танцю Природи", а натомість перетворимося на активних хореографів матерії, життя й інтелекту. Фізика Майбутнього - це захоплива науково-популярна розповідь, що сплітаю докупи найновіші досягнення провідних науковців світу. Книжка ґрунтується на інтерв'ю з понад 300 провідними науковцями, тими, що перебувають на передньому краї науки. Майбутнє комп'ютера, штучного інтелекту, медицини, енергії, космічних подорожей і навіть майбутнє багатства - про це все можна дізнатись з книги. 

## Коротко про автора
Доктор Мітіо Каку — науковець зі світовим ім'ям у галузі теоретичної фізики. Обіймає посаду професора теоретичної фізики в Сіті-коледжі Нью-Йоркського університету. 
Він прагне здійснити мрію Альберта Ейнштейна про "теорію всього" - знайти єдине рівняння, яке б об'єднало всі фундаментальні сили Всесвіту. 
Ведучий численних наукових програм на телеканалах BBC, Discovery і Science, присвячених визначним винаходам і відкриттям, знімається в документальних фільмах, виступає з лекціями в багатьох країнах світу, зокрема в Україні (травень 2013 року). 
Мітіо Каку веде щотижневу годинну радіопередачу, що має своїх слухачів у 130 містах США, в якій популяризує найновіші наукові відкриття й технологічні досягнення. 
Феномен Мітіо Каку полягає у вмінні доступно пояснити складні проблеми теоретичної фізики та світобудови для широкої аудиторії.